# Rio Beia
O Rio Beia é um rio da Romênia afluente do Rio Paloşul, localizado no distrito de Braşov.